# Xã Croke, Quận Traverse, Minnesota
Xã Croke (tiếng Anh: Croke Township) là một xã thuộc quận Traverse, tiểu bang Minnesota, Hoa Kỳ. Năm 2010, dân số của xã này là 75 người.